# Kelgena minima
Kelgena minima är en nattsländeart som beskrevs av Wolfram Mey 1979. Kelgena minima ingår i släktet Kelgena och familjen husmasknattsländor. Inga underarter finns listade i Catalogue of Life.